# Ларічиха
Ларічи́ха (рос. Ларичиха) — село у складі Тальменського району Алтайського краю, Росія. Адміністративний центр Ларічихинської сільської ради.

## Населення
Населення — 2121 особа (2010; 1960 у 2002).
Національний склад (станом на 2002 рік):
- росіяни — 97 %